# Illa Pedrosa
Illa Pedrosa är en ö i Spanien.   Den ligger i regionen Katalonien, i den östra delen av landet, 600 km öster om huvudstaden Madrid.